# Římskokatolická farnost Jevišovka

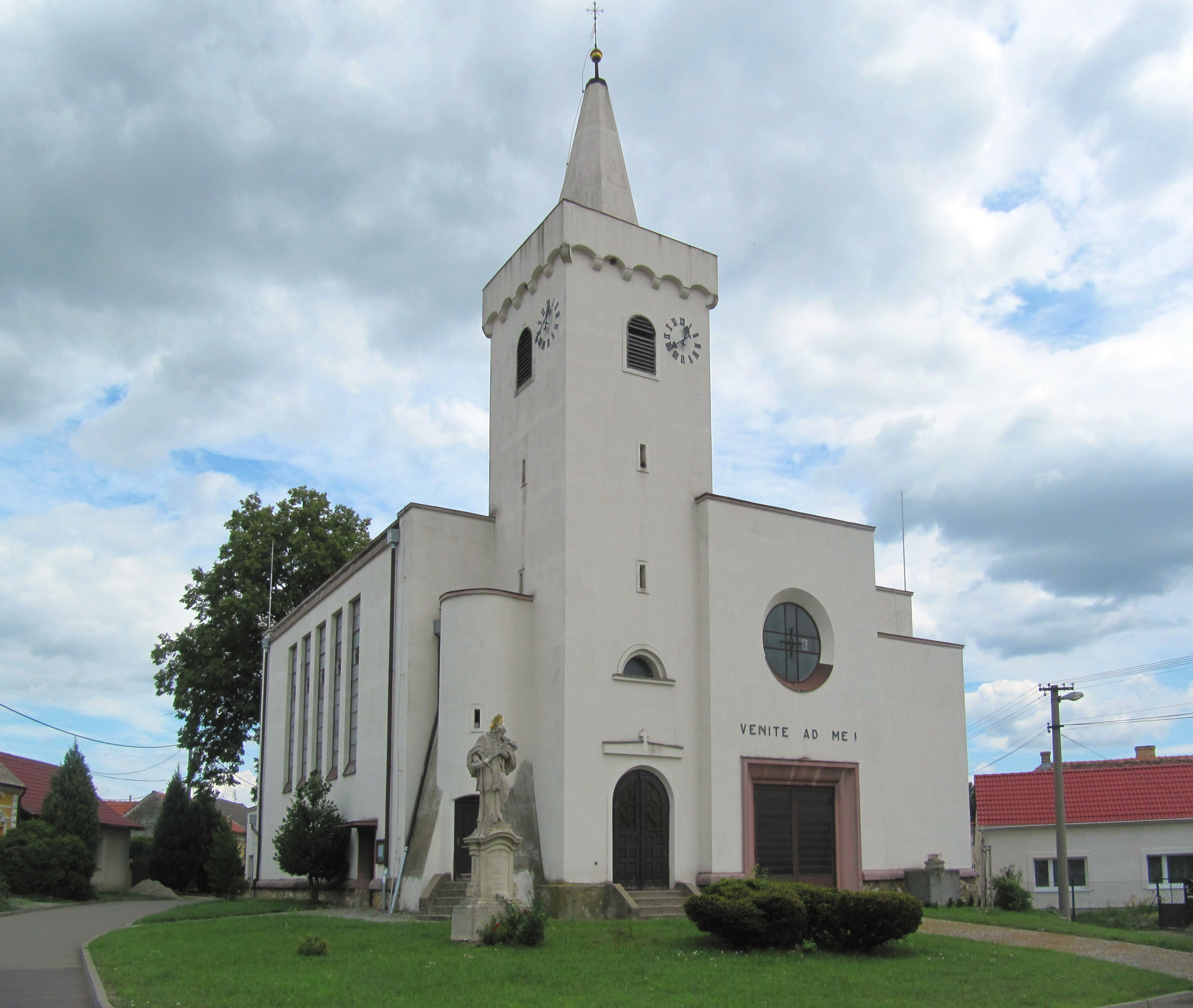
Kostel svaté Kunhuty v Jevišovce

Římskokatolická farnost Jevišovka byla římskokatolická farnost v Česku. Jejím sídlem byla vesnice Jevišovka v okrese Břeclav s farním kostelem svaté Kunhuty. Farnost byla součástí brněnské diecéze a roku 2024 byla zrušena sloučením do farnosti Drnholec.

## Historie
Fara se v Jevišovce připomíná poprvé k roku 1510. Za česko-uherských válek na konci 15. století ves zpustla a byla osazena v první polovině 16. století Charváty. Na sklonku 16. století byla obsazena nekatolickým kazatelem, po bělohorské porážce v roce 1620 na počátku třicetileté války však byla ves přivedena zpět ke katolické víře. Ke zdejší farnosti patřila do roku 1859 obec Dobré Pole a do roku 1867 i Nový Přerov. Původní gotický kostel sv. Kunhuty byl v roce 1836 renovován a v letech 1929–1932 zásadně přestavěn. Od roku 1999, kdy proběhla územně-správní reforma brněnské diecéze, spadala farnost do mikulovského děkanství. K 31. prosinci 2024 byla farnost zrušena a její území se stalo součástí farnosti Drnholec.

## Duchovní správci
V posledních letech své existence byla farnost spravována excurrendo z Drnholce. Administrátorem excurrendo se před rokem 2007 stal R. D. Mgr. Jiří Komárek, který jím byl až do zániku farnosti v roce 2024.

## Kostely a kaple
- kostel svaté Kunhuty v Jevišovce (v době existence farnosti byl farním kostelem)

## Aktivity ve farnosti
Dnem vzájemných modliteb farností za bohoslovce a bohoslovců za farnosti brněnské diecéze a adoračním dnem byl 21. březen.
Ve farnosti se pravidelně pořádala tříkrálová sbírka. V roce 2015 se při ní vybralo 12 691 korun. Při sbírce v roce 2016 činil výtěžek 12 717 korun.